# 鳥肌実
鳥肌 実 (とりはだ みのる、1970年2月4日-)は、日本のお笑い芸人、俳優、演説家。ことり事務所所属。身長163.5cm (BURST誌により記載。)

## 経歴
- 1994年（平成6年）、ピン芸人としてスタート。
一人芝居に近いスタイルで数々のお笑いライブに出演。
- 1998年（平成10年）までの5年間で単独公演「卒倒ライブ」は計18回。
- 1999年（平成11年）、日比谷野外音楽堂「廃人演説」で演説芸を確立[1]。
この年から5年連続で日比谷野音単独公演を行う。
- 2000年（平成12年）から『鳥肌実 全国時局講演会』と題して全国ツアーを展開。
- 2001年（平成13年）、アリーナクラスでの単独公演を敢行[2]。
  - 同年5月、東京ベイNKホール「玉砕」
  - 同年12月、国立代々木競技場第一体育館「万歳革命」
  - 同年12月14日、大阪府立体育会館「万歳革命」
- 2019年(令和元年）5月31日 、新宿末広亭余一会「喬太郎・文蔵 二人会」にゲストとして登場、寄席初出演[3]。

### 全国ツアー
- 2000年（平成12年） - 第1回 全国時局講演会「玉砕演説」
- 2001年（平成13年） - 第2回 全国時局講演会「個人演説会」
- 2001年（平成13年） - 第3回 全国時局講演会「万歳革命」
- 2001年（平成13年） - 第4回 全国時局講演会「廃人演説」
- 2002年（平成14年） - 第5回 全国時局講演会「我が闘争」
- 2003年（平成15年） - 第6回 全国時局講演会「鳥肌実の轟沈演説」
- 2003年（平成15年） - 第7回 全国時局講演会「ニイタカヤマノボレ」
- 2004年（平成16年） - 第8回 全国時局講演会「個人演説会」
- 2004年（平成16年） - 第9回 鳥肌実 時局講演会「全国八十箇所遊説」
- 2005年（平成17年） - 第10回 全国時局講演会「靖国神社で逢いませう」
- 2006年（平成18年） - 第12回 全国時局講演会「奉納演説」
- 2008年（平成20年） - 第13回 全国時局講演会「天照大演説」
- 2009年（平成21年） - 第14回 全国時局講演会「ダメ。ガッカイ。」
- 2010年（平成22年） - 第15回 全国時局講演会「全弾撃ち尽くし外交」
- 2011年（平成23年） - 第16回 全国時局講演会「鳥肌実の人間核命　メルトアップ↑演説」
- 2012年（平成24年） - 第17回 鳥肌実42歳厄年夜逃げツアー
- 2013年（平成25年） - 第18回 春の時局講演会「日の出は近い」
- 2014年（平成26年） - 第19回 全国時局講演会「右翼バカ一代」
- 2016年（平成28年） - 第20回 全国時局講演会「侍国建国會議」
- 2017年（平成29年） - 第21回 全国時局講演会「日本覚醒會議」

## 作品

### CD
- 鳥肌黙示録　 1999年
- 鳥肌実（現在廃盤） 2001年
- 鳥肌黙示録（前2作のベストでリマスター盤。アナログ盤もあり。現在廃盤） 2002年
- トリズム（廃盤になった2ndに新曲をプラスしたもの） 2004年

### ビデオ・DVD
- 玉と砕けよ！(DVD・VHS)
- 無為こそ過激！

### 写真集
- 廃人玉砕
- 悪の華
- 戦ふ最前線

## 出演

### 映画
- けものがれ、俺らの猿と（2000年）- 田島
- 美脚迷路（2001年）
- 浅草キッドの 浅草キッド（2002年）
- 魂のアソコ（2003年）
- スペースポリス（2004年）
- ギミー・ヘブン（2004年）- 紺野惣一郎
- デビルマン（2004年）- 佃
- タナカヒロシのすべて（2005年）- 主演・田中宏 ※自身初の主演作品
- 恋するイノセントマン（2006年）- 本間仁
- コラソンdeメロン（2008年）
- GOTH（2008年）- 杉浦
- 泥棒日記（2008年）
- 白日夢（2009年、いまおかしんじ監督）- 日高
- イケてる2人（2009年）- 中年変態オヤジ
- デストロイ・ヴィシャス（2010年、島田角栄監督）
- 名前のない女たち（2010年）- 井川
- かんなの水魚（2011年）- 笹山繁久（サイレントフォギー）
- かんなの水魚2（2011年）- 笹山繁久（サイレントフォギー）
- HELLDRIVER（2011年）
- 蜘蛛の糸（2011年）- 軍人
- 冴え冴えてなほ滑稽な月（2013年、島田角栄監督）
- 乱死怒町より愛を吐いて（2015年）- ヤクザ
- 少女椿（2016年）- 町の実力者[4]
- 裏切りの仁義2（2017年） - ミカワ組木嶋組組長 木嶋
- ニワトリ★スター（2018年）- 神の男
- LADY NINJA〜青い影〜（2018年1月20日） - 別府数馬

### テレビドラマ
- 愛と青春の宝塚 第1夜（2002年1月3日）[5] - 劇にクレームをつける警察官
- 新・ズッコケ三人組 第9回・第10回（2002年） - 執事
- 私立探偵 濱マイク 第5話「花」（2002年7月29日）[5]
- 演技者。 第1弾「黒いハンカチーフ」（2002年）[5] - 海老沢喜一郎
- 時効警察 最終話「さよならのメッセージは別れの言葉とは限らないと言っても過言ではないのだ!」（2006年3月10日）[5] - 占部
- 大河ドラマ大作戦（2012年） - 軍人（中将）の霊

### バラエティ
- キネマルネッサンス あ〜や城：GyaO生出演（2008年5月23日、4週間アーカイブ）

### ビデオ・DVD
- たまごえっちナンパ（1997年、ビデオバンク）監督：バクシーシ山下
- 史上最強のストリートナンパ王（1999年、ビデオバンク）監督：バクシーシ山下
- 爆乳戦隊チチレンジャー（アダルトビデオ）- 鳥肌実
- ヴァプリキー（インリン・オブ・ジョイトイ主演）- 蔡国震
- エロスの地獄（アダルトビデオ）- 地獄の番人
- 太極五福星（2001年、オフィス★怪人社/舞台） 演出：IKKAN
- ホームレス少女 〜貧乏女子（ボンビーガール）の恋〜（2008年、新井みほ主演） 監督・脚本：奥渉
- 珍遊記 -太郎とゆかいな仲間たち-（2009年、アニメ）- 玄じょう〈変身後〉
- 巨乳ドラゴン 温泉ゾンビVSストリッパー5（2010年）- 青鬼魔王

### 演劇
- 「山犬」（2014年8月7日-17日、東京・座・高円寺1、2014年8月21日-24日、大阪・ABCホール）
- 「夏果て幸せの果て」（2015年6月3日-9日、東京芸術劇場シアターイースト）
- 「黒いハンカチーフ」（2015年10月1日-4日、新国立劇場中劇場）